# Sarah Delshad
Sarah Bana Delshad, född 21 juli 1990 i Kurdiska provinsen av Irak, är en svensk journalist.

## Biografi
Delshad flyttade till Sverige år 1992 och växte upp i Gävle.  
Hon är verksam som talare och moderator. Sarah Delshad är grundare av Muslimska feminister.
År 2015 nominerades hon till Raoul Wallenberg-priset och 2014 var hon mottagare av Poppius journalistskolas mångfaldsstipendium. År 2018 utnämndes hon av Gefle Dagblad till en av Gästriklands mäktigaste kvinnor.